# Hot R&B/Hip-Hop Songs

Logo de Billboard.

Le Hot R&B/Hip-Hop Songs est un classement hebdomadaire du magazine Billboard aux États-Unis.
Le classement, lancé en 1942, est utilisé pour suivre le succès des musiques populaires (initialement ceci s'appliquait aux musiques dites « noires »). Dominé à travers les années par le jazz puis le rhythm and blues, le rock 'n' roll, le doo-wop, la soul et le funk, il est aujourd'hui dominé par le RnB et le hip-hop. Il liste les chansons les plus populaires, calculant ceci à partir du nombre de passage radio ainsi que du nombre de vente d'album.

## Histoire
Le classement a été officiellement nommé ainsi :
Octobre 1942  -  Février 1945  : The Harlem Hit Parade
Février 1945  -  Juin 1949  : Race Records
Juin 1949     -  Octobre  1958      : Rhythm & Blues Records (2 ou 3 classements séparés - voir ci-dessous)
Octobre 1958  -  Novembre 1963  : Hot R&B Sides
Novembre 1963 -  Janvier 1965  : pas de charts publiés (voir ci-dessous)
Janvier 1965  -  Août 1969  : Hot Rhythm & Blues Singles
Août 1969     -  Juillet 1973  : Best Selling Soul Singles
Juillet 1973  -  Juin 1982  : Hot Soul Singles
Juin 1982     -  Octobre  1990      : Hot Black Singles
Octobre 1990  -   1998              : Hot R&B Singles
1998     -   2005              : Hot R&B/Hip-Hop Singles & Tracks
2005     -                     : Hot R&B/Hip-Hop Songs
Entre 1948 et 1955, il exista deux classement séparés, l'un pour les « Meilleures ventes », l'autre pour le « Nombre de lecture au Juke Box », et en 1955 fut ajouté un troisième classement, le « Jockeys » basé sur le nombre de diffusion à la radio. Ces trois classements furent fusionnés en un seul classement RnB en octobre 1958.
Le terme « rhythm and blues » est imaginé en 1949 par Jerry Wexler pour remplacer l'appellation « race records » (disques raciaux), considérée comme péjorative,. 
Du 30 novembre 1963 au 23 janvier 1965, il n'y eut pas de classement Billboard des singles RnB. Le classement fut arrêté à la fin de 1963, quand Billboard estima que ce dernier devenait inutile à la lumière de la montée de Motown et la convergence des goûts entre les radios « noires » et les radios « blanches ». Cependant le classement fut relancé au début de l'année 1965 lorsque chacun de ces types de radios marquèrent leurs différences à la suite de la vague musicale britannique, appelée British Invasion en 1964 et que ceci fut assez important pour donner du sens à ce classement.
Le titre de ce classement fut modifié pour devenir Hot R&B/Hip-Hop Singles & Tracks quand, comme le Hot 100, les titres des albums furent autorisés à entrer dans le classement en 1998. Billboard modifia une nouvelle fois le nom en 2005 pour arriver au nom actuel, à savoir Hot R&B/Hip-Hop Songs.

## Les statistiques du classement
- Artistes avec le plus de titre ayant atteint la première place Hot R&B/Hip-Hop :

1. Aretha Franklin - 20 (eg)
1. Stevie Wonder - 20 (eg)
3. Louis Jordan - 18
4. James Brown - 17
5. Janet Jackson - 16
6. The Temptations - 14
7. Marvin Gaye - 13 (eg)
7. Michael Jackson - 13 (eg)
9. R. Kelly - 11
10. Mariah Carey - 10 (eg)
10. The O'Jays - 10 (eg)
10. Gladys Knight & the Pips - 10 (eg)
10. Kool & the Gang - 10 (eg)
Aretha Franklin et Stevie Wonder dominent ce classement avec chacun 20 titres. The Honeydrippers de Joe Liggins (1945) et Choo Choo Ch'Boogie de Louis Jordan (1946) détiennent le record de présence à la première place des classements : 18 semaines. Parmi les plus récentes sorties, Be Without You de Mary J. Blige (2006) détient le même record avec 15 semaines. Cet exploit dépasse les 14 semaines des chansons Nobody's Supposed To Be Here de Deborah Cox (1998) et We Belong Together de Mariah Carey(2005).